# Serious Business
Serious Business es un álbum del músico Johnny Winter lanzado en 1985. Es el segundo trabajo de estudio de su trilogía con Alligator Records y sigue la misma vena creativa de su antecesor, Guitar Slinger. Serious Business fue nominado por los Premios Grammy al mejor álbum de blues tradicional.

## Recepción de la crítica
En AllMusic, William Ruhlmann dijo, «Al firmar con el sello 'Alligator Records', Johnny Winter realizó su propio regreso con 'Guitar Slinger' de 1984, y su trabajo siguiente, 'Serious Business', está en la misma línea, la cual es un estilo eléctrico del Chicago blues a la escuela de Muddy Waters... Johnny estaba desarrollando una manera más expresiva de tocar a finales de los 70 que antes. Aquí la transición está completa. Quizas Johnny Winter ya no esté intentando ser una super estrella, pero su esfuerzo por ser un blusero consumado es un éxito total».

## Lista de canciones
1. "Master Mechanic" (A.D. Prestage, Joe Shamwell, Walter Godbold) – 3:37
2. "Sound the Bell" (Clarence Garlow, Eddie Shuler) – 3:23
3. "Murdering Blues" (Doctor Clayton) – 5:02
4. "It Ain't Your Business" (James Moore) – 3:50
5. "Good Time Woman" (Johnny Winter) – 6:03
6. "Unseen Eye" (Sonny Boy Williamson II) – 4:18
7. "My Time After Awhile" (Bob Geddins)  6:13
8. "Serious as a Heart Attack" (Johnny Winter) – 3:31
9. "Give It Back" (Sonny Thompson) – 3:48
10. "Route 90" (Clarence Garlow, Leon René) – 4:07

## Equipo
Músicos
- Johnny Winter – voces, guitarras
- Ken Saydak – piano
- Johnny B. Gayden –  bajo
- Casey Jones – batería
- Jon Paris – armónica en "Murdering Blues", "Good Time Woman", "Unseen Eye" y "Give It Back"

Producción
- Johnny Winter, Bruce Iglauer, Dick Shurman – productores
- Justin Niebank – ingeniero, mezclas
- Fred Breitberg – ingeniero en "Murdering Blues" y "Unseen Eye"
- Chris Garland – diseño
- Ebet Roberts, Terrence Bert – fotografía
- Greg Calbi – masterizado